# Charlyne Yi
Charlyne Yi (Los Angeles, 4 gennaio 1986) è un'attrice, comica, cabarettista musicista e doppiatrice statunitense.

## Biografia
Yi è nata a Los Angeles, nella California. Sua madre è di origini filippine e spagnole, mentre suo padre ha origini coreane, irlandesi, tedesche, francesi e nativo-americane. Ha frequentato l'University of California a Riverside, prima di partire per dedicarsi a tempo pieno alla comicità stand-up.

### Carriera
Yi ha iniziato ad esibirsi a Fontana. In seguito si è esibita in spettacoli a Los Angeles, presso lo Steve Allen Theater e l'Upright Citizens Brigade Theatre. Nel 2005 e nel 2006 si è esibita al New York Comedy Festival, e ne 2007 all'U.S. Comedy Arts Festival di HBO ad Aspen, nel Colorado. Nel 2008 Yi ha partecipato allo spettacolo comico "Apatow for Destruction Live" al Just For Laughs Festival di Montréal.
Nel 2007 Yi ha debuttato nel cinema recitando nel film Molto incinta diretto da Judd Apatow. Nel 2009 ha lavorato come attrice, co-sceneggiatore e co-produttore esecutivo al film Paper Heart, un «documentario ibrido» nel quale interpreta una versione fittizia di sé stessa, insieme a Michael Cera. Il debutto di Yi come sceneggiatrice è stato premiato con un Waldo Salt Screenwriting Award al Sundance Film Festival del 2009.
Sempre nel 2009, Yi è apparsa insieme a Fred Armisen nel video musicale del brano Rabbit Habits del gruppo sperimentale dei Man Man. Nello stesso anno è comparsa nel video del brano Song Away della band indie rock degli Hockey.
Yi and Paul Rust hanno formato la band "The Glass Beef". I due condividono una chitarra elettrica ed entrambi cantano. Nel 2006 hanno pubblicato il loro album di debutto, intitolato The Farewell Album e prodotto da John Spiker, bassista dei Tenacious D. Da allora Yi si è impegnata in progetti da solista, come "Chandelier Teeth", e ha scritto canzoni per altri musicisti, nell'esperimento "The Music Scientist".
Nel 2011 è entrata nel cast principale della serie televisiva della Fox Dr. House interpretando il ruolo di Chi Park, una dottoressa della squadra diagnostica del protagonista Gregory House.

## Filmografia

### Cinema
- Molto incinta (Knocked Up), regia di Judd Apatow (2007)
- Cloverfield, regia di Matt Reeves (2008)
- Semi-Pro, regia di Kent Alterman (2008)
- Paper Heart, regia di Nicholas Jasenovec (2009)
- A proposito di Steve (All About Steve), regia di Phil Traill (2009)
- Questi sono i 40 (This Is 40), regia di Judd Apatow (2012)
- The Disaster Artist, regia di James Franco (2017)
- Ricomincio da me (Second Act), regia di Peter Segal (2018)
- Finché forse non vi separi (Always Be My Maybe), regia di Nahnatchka Khan (2019)
- Jexi, regia di Jon Lucas e Scott Moore (2019)
- Happily, regia di BenDavid Grabinski (2021)

### Televisione
- 30 Rock – serie TV, episodio 1x14 (2007)
- Cold Case - Delitti irrisolti (Cold Case) – serie TV, episodio 4x20 (2007)
- Powerloafing – serie TV (2007)
- Miss Guided – serie TV, episodio 1x05 (2008)
- Love Bites – serie TV, episodio 1x01 (2011)
- Dr. House - Medical Division (House, M.D.) – serie TV, 21 episodi (2011-2012)
- Love – serie TV, episodi 1x01-1x04-1x08 (2016)
- Jane the Virgin - serie TV, episodio 2x17 (2016)
- Twin Peaks – serie TV, 1x15 (2017)
- Lucifer – serie TV, episodio 3x25 (2018)

### Doppiatrice
- Steven Universe – serie animata, 17 episodi (2015-in corso)
- We Bare Bears - Siamo solo orsi (We Bare Bears) – serie animata, 18 episodi (2015-in corso)
- LEGO Ninjago - Il film (The LEGO Ninjago Movie), regia di Charlie Bean (2017)
- Next Gen, regia di Kevin R. Adams e Joe Ksander (2018)
- Steven Universe: il film (Steven Universe: The Movie), regia di Rebecca Sugar (2019) – film TV
- Siamo solo orsi - Il film (We Bare Bears: The Movie), regia di Daniel Chong (2020) - film TV
- Trolls World Tour, regia di Walt Dohrn e David P. Smith (2020)
- I Mitchell contro le macchine (The Mitchells vs the Machines), regia di Mike Rianda e Jeff Rouwe (2021)

## Doppiatrici italiane
Nelle versioni in italiano delle opere in cui ha recitato, Charlyne Yi è stata doppiata da:
- Eva Padoan in Dr. House - Medical Division, Lucifer, Twin Peaks, Guillermo del Toro's Cabinet of Curiosities
- Alessia Amendola in Molto incinta
- Veronica Puccio in Questi sono i 40
- Roisin Nicosia in The Disaster Artist
- Emanuela Ionica in Ricomincio da me
- Federica Simonelli in Jexi
- Laura Cherubelli in Good Girls

Da doppiatrice è stata sostituita da:
- Monica Vulcano in Steven Universe, Steven Universe - Il film
- Margherita De Risi in Next Gen
- Francesca Rinaldi in Siamo solo orsi - Il film[9]
- Sara Labidi in Trolls World Tour
- Benedetta Gravina ne I Mitchell contro le macchine